# The Skywhale
The Skywhale er en varmluftballon designet af den australske kunstner Patricia Piccinini som led i fejringen af 100 året for byen Canberras grundlæggelse. Ballonen blev bygget af Cameron Balloons i Bristol i England og fløj første gang i Australien i 2013. Ballonens design blev mødt med blandet kritik efter, at designet blev offentliggjort i maj 2013.

## Udvikling afThe Flying Whale
Forinden fejringen af den australske hovedstad Canberra 100 årsdag i 2013 anmodede den kreative direktør for arrangementet Robyn Archer i 2010 skulptøren Patricia Piccinini om at udvikle en ballon. Piccinini er opvokset i Canberra og tog en universitetsgrad i økonomi ved Australian National University i Canberra før hun blev en succesfuld skulptør. Hun havde tidligere modtaget positiv kritik for sine realistiske skulpturer af menneskelignende skabninger, Archer selected Piccinini for the project in recognition of the sculptor's connections to Canberra; other prominent former Canberrans have also been asked to participate in the centenary celebrations. men havde dog ikke tidligere designet balloner. Piccininis intention med designet af ballonen var at skabe et levende væsen mere end at skabe en "ballon der ligner noget".
Den officielle hjemmeside for The Skywhale beskriver Piccinini's design således:
 Wings didn't make sense to Patricia; the creature was too big and the technical limitations of balloon design wouldn't allow them anyway. So she took a cue from the balloon itself, and imagined that the creature might somehow secrete a lighter than air gas. In the place of wings she imagined huge udders that might contain the gas, as well as a huge bulbous body. She imagined the creature with a slightly more human face, with a calm benign expression that would inspire empathy rather than fear. Her aim was to create a being that was massive and wondrous and that exists somewhere between the impossible and the unlikely.

## Konstruktion
Efter at have udviklet designet, skabte Piccinini og hendes studie en 3D model af ballonen ved brug af computer aided design software. Denne proces blev benyttet for at adressere de tekniske udfordringer, der er forbundet med at udvikle en ballon, der skal være sikker at flyve, samt at optimere designet. Den australske delstatsregering for Canberra inviterede fem ballonbyggere til at give bud på opgaven med The Skywhale, men alene firmaet i Bristol Cameron Balloons gav et bud.
Da det første design var færdigt, blev det overgivet til Cameron Balloons, der videreudviklede ballonen sammen med Piccinini. Det endelige design var af en 34 meter høj og 23 meter lang ballon, der var i stand til at løfte en pilot og to passenger til en højde af 3.000 fod (ca. 910 meter). Ballonen vejer et halvt ton og er skabt af mere end 3.500 kvadtatmeter af klæde. Det tog et team af seks arbejdere syv måneder af frdiggøre ballonen. På grund af størrelsen er The Skywhale langsommere til at stige og sænke højden end andre traditionelle balloner. Produktionsomkostningerne var 172.000 australske dollars. Ballonen forventes at kunne gennemføre ca. 100 flyvninger.
The Skywhale ankom til Australien in begyndelsen af 2013 og foretog den første testflyvning nær Mount Arapiles i Victoria i april 2013 med Piccinini som passenger. Ballonens kurv er lille og har lave vægge, og Piccinini beskrev, at hun var nervøs for at falde ud.
Piccinini modtog $8.800 for designet af The Skywhale. Hun har udtalt, at dette er væsentligt mindre end hvad en kunstner normalt modtager for en opgave af dette omfang, men at hun havde accepteret et beskedent honorar fordi hun var imponeret over planerne for fejringen af jubilæet og at hun anså designet af ballonen som en unik mulighed. Piccinini betegner The Skywhale som et højdepunkt i sin karriere.

## Modtagelse
The Skywhales design blev modtaget med blandede følelser efter at ballonen blev offentliggjort den 9. maj 2013. Delstatens førsteminister Katy Gallagher sagde, at "øjnene næsten poppede ud af hovedet" på hende da hun først så et diagram over The Skywhale's design, men at hun nu har vænnet sig til det og at hun mener, at designet udfordret Canberras image som en kedelig by. Oppositionens leder Jeremy Hanson var kritisk overfor The Skywhale og sagde, at han ikke vidste om han skulle grine eller græde, og at det var en pinlighed, som kun en regering i sin fjerde periode kunne finde på. Den offentlige mening i sociale medier og i radioernes lytterprogrammer var også delte. Megen af den offentlige kritik knytter sig til de fem patter, der hænger fra hver side af ballonen, hvilket gav en bruger på Twitter anledning til at kalde den "terrifyingly nipply". Der blev endvidere rejst kritik af projektets pris.
The Skywhale's første flyving fandt sted i den 11. maj 2013, hvor ballonen fløj fra plænen foran National Gallery of Australia til National Museum of Australia på den anden side af Lake Burley Griffin. The Skywhale blev fløjet til Hobart og Launceston som en del af Dark MoFo festivalen i juni 2013 og i november 2013 blev den vist frem i Melbourne.

## Eksterne links
- Wikimedia Commons har flere filer relateret til The Skywhale
- Officielt website Arkiveret 6. december 2013 hos  Wayback Machine